# 杉本有美
杉本 有美（すぎもと ゆみ、1989年4月1日 - ）は、日本の女性ファッションモデル、グラビアアイドル、女優、タレント、歌手。大阪府出身。所属事務所はフェイスプランニング。

## 来歴
大阪市天王寺区出身。小学生時代には、少女漫画雑誌『りぼん』の読者モデルオーディションや、ファッション雑誌『ピチレモン』の専属モデルオーディションで準グランプリを受賞した。これをきっかけに、エンタテイメントスクール・LITTLE CATでレッスンを受けながら、中学2年生でモデルとしての活動を開始。高校を卒業するまでは、大阪の実家に住みながら、撮影やイベント出演などの仕事に応じて上京していた。
2002年5月から2004年5月まで『ピチレモン』、2004年5月から11月まで『ファプリ』、同年12月から2006年6月まで『bis』で、それぞれ専属のジュニアモデルとして活動。2006年5月からは、上記の雑誌より読者年齢がやや高い『JJ』で専属モデルを務めた。
『bis』モデル時代の2006年には、同年度の三愛水着イメージガールや、『週刊ヤングサンデー』の新人アイドル発掘企画「YS乙女学院」の2006年度1学期生に起用された。これを機に、グラビアとしての活動も開始。現在までに、『週刊プレイボーイ』『週刊ヤングジャンプ』（いずれも集英社）を中心に、雑誌の表紙・グラビア企画やネット配信コンテンツへ頻繁に登場している。
また、高校卒業後の2007年7月からテレビ東京系の連続ドラマ『BOYSエステ』へ出演したことを機に、女優として数々のドラマ、映画、舞台作品、CMなどに登場。2011年のプロ野球シーズン（4 - 9月）には、横浜ベイスターズ（当時）の応援・情報番組『Love BayStars』（TBSテレビ）で、3代目のMCを務めていた。
デビュー10周年に当たる2011年に、単独では初めてのファンイベント「杉本有美 10－ten－」を8月に東京で開催。
2012年11月、ジュニアモデル時代から所属していたタンバリンアーティスツを退社。2012年12月から、かつて同事務所に所属していた天野莉絵とともに、フォービズムエンターテイメントへ籍を置く。
2013年には、ミュージカル『アニー』の日本版でリリー役に起用。5月には、セルフプロデュースによる写真集『Ciel/Mer』をリリース。10月には、舞台版シュタインズ・ゲートで桐生萌郁役を演じる。
2015年1月20日、前事務所のタンバリンアーティスツと未払いギャラの支払いを求め係争中であることが判明。杉本側が求めているその未払い額の総額は同社との専属契約期間とする2007年4月から2012年3月までの杉本のテレビ番組やCMなどの出演料、写真や映像の使用料などのうち、未払いだったと考えられる金額を概算したもので、約2000万円にのぼった。その後杉本はこの問題について、同年3月3日の自身のブログで、前事務所との和解が成立したことを報告した。
2016年12月29日、4歳年下の会社員の男性との結婚を報告。
2017年11月、フォービズムエンターテイメントを退社、フリーとなる。
2019年7月、夫と離婚。
2023年3月31日、所属していたアイエス・フィールドを退社。翌4月1日、フェイスプランニングに移籍。

### 女優としての活動
『BOYSエステ』（前述）の小岩井静香役で、女優としての活動を本格的に開始。2008年3月には、ミュージカル『中野ブロンディーズ』で、舞台での初主演を果たした。
2008年には、「スーパー戦隊シリーズ」『炎神戦隊ゴーオンジャー』（テレビ朝日）において、「GP-17 正義ノツバサ」（6月8日放送分）からゴーオンシルバー / 須塔美羽 役で登場。出演期間中には、共演者の逢沢りな・及川奈央と結成した期間限定のアイドルユニット「G3プリンセス｣で、「ラブリー担当」として活動した。
2009年7月には、フジテレビ月9ドラマ『ブザー・ビート〜崖っぷちのヒーロー〜』に出演。同年10月 - 12月に同局系の「ノイタミナ」枠で放送されたアニメ『空中ブランコ』には、セクシーナース・マユミ役として、登場人物でただ1人実写映像で登場した。
2010年には、5月公開の実写映画『戦闘少女 血の鉄仮面伝説』において、渚凜（なぎさ りん）役で映画初主演。さらに、連続テレビ小説『ゲゲゲの女房』の新人編集者・松川冴子役にも出演。
2011年には、『江〜姫たちの戦国〜』において、豊臣秀頼の側室役でNHK大河ドラマに初めて出演。2012年には、「幻想郵便局」（NHK-FMの「青春アドベンチャー」枠で同年8月下旬 - 9月上旬に放送）の島岡真理子役で、初めてラジオドラマに出演している。

### モデルとしての活動
2008年7月に、モデルとして北京でグラビアを撮影。グラビアとインタビューの模様が、中国のメンズファッション誌『男人装』（同年9月号）に掲載された。
また、神戸コレクションの2008年秋冬公演と2010年秋冬公演で、ショーモデルとして神戸・東京両会場の公演に登場。2010年以降は、不定期ではあるが『Gainer』（『JJ』の兄弟誌に当たる男性向け月刊ファッション誌）のモデルも務めている。
いわゆるモグラ女子ブーム前だったため、グラビアアイドルとして活躍中は『JJ』編集部からは良く思われていなかっただろうと、のちに述懐している。

### 音楽活動
『炎神戦隊ゴーオンジャー』への出演中に、「G3プリンセス」の名義でCDや写真集をリリース。2008年6月から配信のウェブドラマ『春と秋のカエルの王子』（ホームU）では、2役（綾川春菜・秋菜姉妹）で主演を務めるとともに、エンディングテーマの「想ってる」を歌った。
『炎神戦隊ゴーオンジャー』終了後の2009年4月からは、関西テレビ制作の音楽番組『ミュージャック』で、2010年6月まで3代目の女性MCを担当。2010年2月17日には、番組内企画の「杉本有美 CDデビュープロジェクト」を通じて、自身の作詞・歌唱による「ハルコイ」でポニーキャニオンから単独でのCDデビューを果たした。
その一方で、2010年2月にP-Vineからリリースのオムニバスアルバム『キラキラ 魔女ッ娘 Cluv』にも参加。杉本有美×矢野浩康名義で「Catch You Catch Me」のカバーバージョン、杉本有美×BYMSKI名義で「キューティーハニー」（同名のテレビアニメのオープニングテーマ）カバーバージョンをそれぞれ披露している。

## 人物
あっさりした味の料理（豆腐、湯葉、魚料理など）、ポン酢、フルーツ、コーラ、オロナミンC、ラスクを好む一方で、脂っこい料理（肉の脂身など）、パクチー、セロリを苦手にしている。
「どうとんぼり神座」のラーメンのファンで、学生時代からお菓子作りや手料理が得意。20歳を過ぎてからは、ビール、白ワイン、日本酒を嗜むことを、インタビューや公式ブログでたびたび明かしている 。日本酒では、「久保田」をよく飲んでいるという。
中・高校生時代から、折に触れて詩を書いている。2010年2月発売の『STARTING OVER 杉本有美写真集』では、自作のエッセーを初めて披露した。また、自身が手掛けた「ハルコイ」「キラキラ」の歌詞には、上京後や沖縄での写真集撮影などの際に書きためたフレーズも含まれているという。
家族構成は父、母、姉、兄、本人の5人家族。杉本自身も、インタビューや写真集などで、家族に関するエピソードをたびたび明かしている。『週刊プレイボーイ』のインタビューでは、自身と家族の身長について「父親と兄で180cm以上、母親で170cm以上という大柄な家族なので、自分の背が一番低い」と告白している。
好きな場所は、地元・大阪に加え、写真集などの撮影で訪れたハワイ、ニュージーランド、宮古島、セドナ。自らの希望で写真集『wish』のロケ地に選んだセドナについては、「大自然の中で人生観が変わった」とのコメントを残すほど、深い感銘を受けているという。
『ミュージャック』でMCを務めていた時期には、同じ大阪府出身のaikoや、同年代のシンガーソングライター・阿部真央を好きな歌手に挙げていた。その一方で、現在はロック好きであることを公言している。

## エピソード
- 元 読売ジャイアンツの岸敬祐投手とは、再従兄弟に当たる[33]。また、2011年に横浜ベイスターズに入団した小林寛投手と、小学校の同級生だった時期がある[34][35]。
- 2011年9月末までに、日本プロ野球の公式戦で始球式を3度経験している。
  - 1度目は、三愛水着イメージガール時代の2006年7月30日に東京ドームで開催された北海道日本ハムファイターズ対福岡ソフトバンクホークス戦。2度目は、2010年3月20日に地元・京セラドーム大阪で開催された同年度のパシフィック・リーグ開幕戦（オリックス・バファローズ対東北楽天ゴールデンイーグルス）[36]。3度目は『Love BayStars』MC時代の2011年9月20日に横浜スタジアムで開催された横浜ベイスターズ対中日ドラゴンズ戦である[37]。このうち、京セラドームと横浜スタジアムの始球式ではノーバウンド投球を成功させている。
- 歌手デビュー直前のインタビューなどでは、「歌はもともと大好き」としながらも、「小学生のころに友達に『声が変わっている』と言われて人前で歌わなくなった」と告白。そのうえで、「モデルとしては声を使う機会がなかったが、声を使う演技の仕事をするようになってから、『声がかわいい』と言われて自信が付いた」「音楽番組（『ミュージャック』）のMCを始めてからは、（アーティストの）ゲストさんが来るので、いろんな曲を聴くようになった。そこからまた『（歌を人前で）歌ってみたい』と思うようになった」などと語っていた。また、「いつかはピアノ、ギター、ドラムを演奏してみたい」「機会があれば、ピアノで作曲に挑戦したい」との意欲を示している[38][39][注釈 8]。

## 出演

### テレビドラマ
- BOYSエステ（2007年7月 - 9月、テレビ東京） - 小岩井静香 役
- コインロッカー物語 第2話（2008年3月1日、テレビ朝日） - 浅見稀和 役（ゲスト出演）
- スーパー戦隊シリーズ
  - 炎神戦隊ゴーオンジャー（2008年6月 - 2009年2月、テレビ朝日） - 須塔美羽 / ゴーオンシルバー 役
  - 海賊戦隊ゴーカイジャー最終回（2012年2月19日放送、テレビ朝日）[40] - 須塔美羽 役
- 天才てれびくんMAXコーナードラマ『ミラクルシャッター』第6話（2009年5月18日、NHK教育） - サキ 役
- カイドク〜都市伝説の暗号ミステリー〜（2009年6月30日、関西テレビ/フジテレビ） - サヤ 役
- ブザー・ビート〜崖っぷちのヒーロー〜（2009年7月 - 9月、フジテレビ） - 秋田沙織 役
- しぇいけんBABY! -Shakespeare Syndrome-（2010年1月3日、フジテレビ） - 荒居薫子 役
- ゲゲゲの女房（2010年8月10日・17日、9月2日、9月23日、NHK総合） - 松川冴子 役
- 青山ワンセグ開発『地味女道』（2010年11月6日・13日・20日、NHKワンセグ2）[41]
- 月曜ゴールデン「刑事シュート3 しゅうと&ムコの事件日誌」（2011年7月25日、TBSテレビ） - 唐沢明日香 役
- ドン★キホーテ 第4話（2011年7月30日、日本テレビ）
- 江〜姫たちの戦国〜 第39回「運命の対面」（2011年10月9日、NHK）
- 妄想捜査〜桑潟幸一准教授のスタイリッシュな生活 第1話 - 第3話（2012年1月22日・1月29日・2月6日放送分、テレビ朝日）[42] - 森永智子 役
- クレオパトラな女たち（2012年4月18日 - 6月6日、日本テレビ） - 佐藤綾香 役[43]
- 呪報2405 ワタシが死ぬ理由 第1話（2012年7月12日、関西テレビ/フジテレビ） - 主演・悠木萌 役
- よる★ドラ「眠れる森の熟女」（2012年9月4日 - 10月30日、NHK総合テレビ） - 渡辺真由子 役[44]
- プレイガール2012（2012年10月20日、ファミリー劇場） - 主演・七瀬凛 役[45]
- 法医学教室の事件ファイル35（2012年12月1日放送、テレビ朝日） - 浜崎理恵 役[46]
- 科捜研の女（テレビ朝日）
  - season12 第8話（2013年3月7日） - 深堀夏子 役[47]
  - season23 第6話（2023年9月20日） - 関口麻子 役[48]
- 山村美紗サスペンス「小京都連続殺人事件2」（2013年5月3日、フジテレビ） - 殿岡遥 役[49]
- 刑事吉永誠一 涙の事件簿 第6話（2013年11月15日、テレビ東京） - 北沢美羽 役
- S -最後の警官- （2014年1月12日、TBS）
- 黒服物語（2014年10月24日 - 12月12日、テレビ朝日） - 明美 役
- 天使と悪魔-未解決事件匿名交渉課- 第1話（2015年4月10日、テレビ朝日） - 野沢なつみ 役
- 刑事7人 第6話（2015年8月19日、テレビ朝日）
- 終着駅シリーズ29（2015年9月26日、テレビ朝日） - 前川美奈 役
- 西村京太郎トラベルミステリー65 伊豆海岸殺人ルート（2016年2月6日、テレビ朝日） - 石野香奈子 役

### ラジオドラマ
- 青春アドベンチャー
  - 「幻想郵便局」（2012年8月27日 - 9月7日、全10回、NHK-FM） - 島岡 真理子役
  - 「金魚姫」（2017年7月24日 - 8月4日、全10回、NHK-FM） - 亜結 役

### 映画
- スーパー戦隊シリーズ
  - 炎神戦隊ゴーオンジャー BUNBUN!BANBAN!劇場BANG!!（2008年8月9日公開、東映） - 須塔美羽 / ゴーオンシルバー 役
  - 劇場版 炎神戦隊ゴーオンジャーVSゲキレンジャー（2009年1月24日公開、東映） - 須塔美羽 / ゴーオンシルバー 役
  - 侍戦隊シンケンジャーVSゴーオンジャー 銀幕BANG!!（2010年1月30日公開、東映） - 須塔美羽 / ゴーオンシルバー 役
  - 海賊戦隊ゴーカイジャー THE MOVIE 空飛ぶ幽霊船（2011年8月6日公開、東映） - G3プリンセス 役（特別出演）
- 戦闘少女 血の鉄仮面伝説（2010年5月22日から順次公開、東映ビデオ） - 渚凜（なぎさ りん）役 #自身初主演[50]
- ガクドリ（2011年4月9日公開、東映ビデオ） - 松菜々子（まつ ななこ）役[51]
- みとりし（2019年9月13日公開、アイエス・フィールド）
- 掟（2024年8月30日公開、Santa Barbara Pictures）[52][53]

### オリジナルビデオ
- 炎神戦隊ゴーオンジャー 10 YEARS GRANDPRIX（2018年9月発売） - 須塔美羽 役

### テレビアニメ
- 空中ブランコ（2009年10月 - 12月、フジテレビ） - セクシーナース・マユミ 役 #実写出演

### 音楽番組
- ミュージャック（2009年4月10日 - 2010年7月1日、関西テレビ） - レギュラーMC
  - 地元・大阪で開かれた番組主催のライブイベント「Livejack4」（2009年9月）と「Livejack Special II Stories -Drama×Songs-」（2010年2月）でも、アシスタントMCを担当[注釈 9]。ソロ歌手デビュー直後の2010年2月19日（同局放送分）には、通常はアシスタントとして出演しているコーナー「アーティストJACK」へ、DEPAPEPEとともに"杉本有美×DEPAPEPE（YUMIPEPE）"と称してゲストで登場した。

### 情報番組
- Love BayStars（2011年4月3日 - 9月25日、TBSテレビ） - レギュラーMC

テレビ番組では自身初の単独レギュラーMCで、横浜ベイスターズ関係者への取材も担当。
- ハッピーナビ〜シーズン2〜（2012年4月1日 - 2012年12月、JCNチャンネル） - 南まりかとともにナビゲーターを担当

### CM
- エリック・マーティン（元MR. BIG）アルバム「Mr.Vocalist」表参道編[注釈 10]（2008年11月 -、関東地区限定）
- スクウェア・エニックス 「ドラゴンクエストIX 星空の守り人」『学生、学食で編』-君嶋麻耶と共演。（2009年9月 -）
- アヴァンス法務事務所（2010年1月 - ）[注釈 11]
- 大正製薬「ヴィックス メディケイテッド ドロップ」（2011年度）
- ヒロセ通商「LION FX」（2012年度）[54]
- サントリー「ペプシネックス」（2012年7月）[注釈 12]

### ミュージック・ビデオ
- 千原麻末「16〜sixteen〜」（2004年6月）
- Metis「あなたが愛をくれたから…」[注釈 13]（2009年6月） - 古原靖久と共演[注釈 14]。
- KIDS「ミラーボール」（2012年11月）[55]

### 舞台
ミュージカル
- 中野ブロンディーズ（2008年3月12日 - 20日、主催：ぴあ/ネルケプランニング、於：全労済ホールスペース・ゼロ） - 主演・瑞希 役
- Knockout Brother-X-（2009年12月23日 - 27日、主催：スタンダードソングエンタテインメント、於：全労済ホールスペース・ゼロ） - ヒロイン・豊見城こはく 役
- 舞台 新耳袋（2010年4月2日 - 6日、タンバリンプロデューサーズ第7回公演、於：シアターグリーン BIG TREE THEATER） - 主演
- DANCE×THEATER エンジェル・ハート 羽ばたける者たちへ（2010年10月2日、北条司作家生活30周年プロジェクト、主催：フェイスプランニング、於：吉祥寺シアター） - 主演・香瑩（シャンイン）役[注釈 15]
- 落下ガール〜あなたは大切な人と今でもつながっていますか?〜（2011年2月3日- 6日、製作：落下ガール実行委員会、於：東京都渋谷区文化総合センター大和田伝承ホール） - 高崎 凜 役（特別出演）[56]
- 劇団「秦組」 vol.4 らん―2011New version!!―（2011年5月22日- 29日、企画製作：有限会社OFFICEBLUE、於：前進座劇場） - 月影 役[57]
- ハイブリッド・アミューズメント・ショウ bpm『池田屋チェックイン』―（2011年9月14日- 18日、主催：池田屋チェックイン製作委員会、於：天王洲銀河劇場） - 遊女・梔子 役[58]
- 秦建日子プロデュース公演 らんTRIO（2011年12月6日、企画製作：有限会社OFFICEBLUE、於：マウントレーニアホール 渋谷プレジャープレジャー） - 月影 役[59]
- 舞台版「WORKING!!」（2012年5月11日 - 20日、於：全労済ホールスペース・ゼロ） - 轟 八千代役[60]
- VISUALIVE「ペルソナ4」the EVOLUTION（2012年10月3日 - 9日、於：天王洲銀河劇場） - 天城 雪子 役[61]
- ミュージカル『アニー』日本版 （2013年4月20日 - 8月、東京：青山劇場、大阪：シアター・ドラマシティ、名古屋：愛知県芸術劇場大ホール、鳥取：とりぎん文化会館大ホールで順次公演の予定） - リリー 役[62]
- LIVING ADV「STEINS;GATE」（2013年10月12日 - 20日、於：Zepp DiverCity） - 桐生 萌郁役[63]
- 舞台「青の祓魔師」青の焔 覚醒編／京都 不浄王編（2014年6月21日 - 29日、於：サンシャイン劇場） - 霧隠 シュラ役[64]
- 『銀河英雄伝説 Die Neue These』～第二章 それぞれの星～（2019年5月 - 6月、Zepp DiverCity TOKYO / Zepp Namba） - アンネローゼ・フォン・グリューネワルト 役[65]
- 鵺的 第15回公演「バロック」（2022年6月9日 - 19日、下北沢ザ・スズナリ）[66]
- 義庵 4th ACT「ちいさき神の、作りし子ら」（2024年4月24日 - 28日、ザ・ポケット）[67]
- 鵺的 第18回公演「おまえの血は汚れているか」（2024年10月18日 - 27日、下北沢ザ・スズナリ）[52]
- TRASHMASTERS Vol.42「そぞろの民」（2025年7月25日 - 8月3日〈予定〉、下北沢駅前劇場）[68]

### ウェブドラマ
- 100シーンの恋 Vol.1 作品No.3「最後のお願い」～美容師編～（2008年2月 -、携帯配信ドラマ）
- 春と秋のカエルの王子（2008年6月19日公開、ホームU） - 綾川春菜・綾川秋菜 役（2役での主演）
- KOI☆AGE〜恋するアゲハ〜（2009年5月1日公開、Bee TV） - 霧島恋 役
- 虹の向こうへ（2010年11月1日公開、Bee TV）[注釈 16] - 倉木眞由子 役
- HENCHMEN（2011年2月4日公開、au LISMO Channel(Video)） - 真中あやか 役[69]
- 爆上戦隊ブンブンジャー formation lap 始末屋 オブ ギャラクシー（2025年7月13日公開、東映特撮ファンクラブ） - 須塔美羽 / ゴーオンシルバー 役[70]

### その他
- 2006年 三愛水着イメージガール（2005年11月 - 2006年10月）
- 神戸コレクション2008Autumn/Winter ショーモデル（2008年8月23日・ワールド記念ホール、2008年8月30日・両国国技館）
- 映画『サスペリア・テルザ 最後の魔女』イメージ・キャラクター（2009年4月）
- ホラー秘宝GIRL（キングレコード「ホラー秘宝」レーベルイメージガール、2009年2月 - ）
- Love Eggイメージキャラクター（2009年）
- コンピレーションアルバム「ラブ&ビール生」（ユニバーサルミュージック・ジャパン）ジャケットモデル（2009年）[71]
- weds 2010年イメージガール（2010年1月 - 2011年1月）
- 神戸コレクション2010Autumn/Winter ゲストモデル（2010年8月29日・ワールド記念ホール、2010年9月5日・グランドプリンスホテル新高輪大宴会場 飛天）
- KIDSミニアルバム「奇跡の軌跡」（2012年、よしもとアール・アンド・シー）ジャケットモデル

### 携帯コンテンツ
- au one ブックチャンネルMC（ROBOT制作、2009年5月1日 - 2011年5月27日）

## 作品

### DVD

#### イメージビデオ
- 杉本有美 -FLOWERING-（2006年5月、ターンテーブル）
- 杉本有美 -Morning Star-（2007年1月、リバプール）
- 杉本有美・19歳のヒトリ旅（2008年9月、東映ビデオ）
- 杉本有美 Wonderland（2010年10月、竹書房） - 初の3D撮影作品[注釈 17]
- 杉本有美 -I wish-（2011年1月発売、ワニブックス）[注釈 18]
- MEMORIES（2011年10月、ワニブックス） - 雑誌『BOMB』とのコラボレーション作品の第3弾
- RED HOT HONEY（2012年7月、ワニブックス）ISBN 978-4847044724

#### Vシネマ
- 『炎神戦隊ゴーオンジャー BONBON!BONBON!ネットでBONG!!』（2008年） - 須塔美羽 / ゴーオンシルバー 役

## 書籍

### 写真集
- うち（2008年6月13日、集英社、撮影：中山雅文）ISBN 978-4089070192
- 炎神戦隊ゴーオンジャー写真集 マッハ全開！（2008年8月2日、一迅社）ISBN 978-4758011174
- G3プリンセスビジュアルBOOK―『炎神戦隊ゴーオンジャー』公式本（2008年9月、Gakken［Gakken Mook BOMB SPECIAL EDITION］）ISBN 978-4056052961
- 炎神戦隊ゴーオンジャーキャラクターブック Let's GO ON!!!!（2009年2月5日、東京ニュース通信社［TOKYO NEWS MOOK 138号 TVガイドMOOK］）ISBN 978-4863360426
- HEART（2009年7月7日、講談社、撮影：宮澤正明）ISBN 978-4063528138
- YUMI 360（2009年12月10日、集英社、撮影：細野晋司）ISBN 978-4087805482
- STARTING OVER（2010年2月24日、小学館［サブラ別冊］、撮影：野村浩司）ISBN 978-4091030825
- wish（2010年11月28日、ワニブックス、撮影：松田忠雄）ISBN 978-4847043338
- DECADE（2011年9月14日、学研バブリッシング［Gakken Mook］）ISBN 978-4056064230
- Deep Breath（2012年5月27日、ワニブックス、撮影：渡辺達生）ISBN 978-4847044595
- 杉本有美と1泊2日（2013年2月28日、マガジンハウス、撮影：石垣星児）ISBN 978-4838725229
- Ciel/Mer（2013年5月27日、ワニブックス、撮影：宮澤正明）ISBN 978-4847045547
- Chiamata（2015年3月3日、ワニブックス、撮影：舞山秀一）ISBN 978-4847047329
- it's me（2016年8月27日、ワニブックス、撮影：桑島智輝）ISBN 978-4847048562
- 蝶光（2022年3月1日、ワニブックス、撮影：舞山秀一）ISBN 978-4847084072

### デジタル写真集
- 生まれたての杉本有美（2013年2月22日、集英社［デジタル週プレ写真集］、撮影：佐藤佑一）[72]
- 蛇姫Serpent（2013年7月12日、集英社［デジタル週プレ写真集］、撮影：熊谷貫）[73]
- うち（2013年11月22日、集英社、撮影：中山雅文）[74]
- サムシング・ブルー（2014年9月5日、集英社［デジタル週プレ写真集］、撮影：関根和弘）[75]
- Twilight（2014年11月21日、集英社［デジタル週プレ写真集］、撮影：佐藤佑一）[76]
- Dawn 女の兆し（2015年3月20日、集英社［デジタル週プレ写真集］、撮影：佐藤佑一）[77]
- 密室（2015年7月24日、集英社［デジタル週プレ写真集］、撮影：西田幸樹）[78]
- yumi-mono-chrome（2019年8月19日、小学館［週刊ポストデジタル写真集］、撮影：松田忠雄）[79]
- 進化論（2022年1月17日、講談社、撮影：宮澤正明）[80]
- MysteRy oF Asia（2022年1月17日、講談社、撮影：宮澤正明）[81]
- Rosebud（2022年1月17日、講談社、撮影：宮澤正明）[82]
- キラーショット（2022年1月17日、講談社、撮影：宮澤正明）[83]
- Love You Forever（2022年1月17日、講談社、撮影：宮澤正明）[84]
- ROMANCE（2022年1月17日、講談社、撮影：宮澤正明）[85]
- ニッポンの女神（2022年1月17日、講談社、撮影：宮澤正明）[86]
- Breezin'（2022年1月17日、講談社、撮影：宮澤正明）[87]
- baby don't cry（2022年1月17日、講談社、撮影：宮澤正明）[88]
- natural woman（2022年1月17日、講談社、撮影：宮澤正明）[89]
- 私は0<ゼロ>になる（2023年11月20日、集英社［週プレ PHOTO BOOK］、撮影：細野晋司）[90]
- Drama（2024年7月8日、小学館［週刊ポストデジタル写真集］、撮影：松田忠雄）[91]
- 美魔女（2025年2月17日、集英社［週プレ PHOTO BOOK］、撮影：笠井爾示）[92]

### 雑誌
レギュラーモデルに起用された雑誌のみ掲載。
- ピチレモン（2002年5月 - 2004年5月、学研）
- ファプリ（2004年5月 - 11月、学研）
- bis（2004年12月 - 2006年6月、光文社）
- JJ（2006年5月 - 2007年、光文社）
- Gainer（2010年10月 - 2012年2月、光文社）

### スチール
- JiffyJiffy（2003年）イメージモデル
- ファンシーポケット（2004年8月 - 10月、サン宝石）
- ラックスボディーソープ（2007年、ユニリーバ・ジャパン）

### トレーディングカード
- BOMB CARD LIMITED 杉本有美 トレーディングカード（2009年1月29日、ムービック）
- ヒッツ! プレミアム 杉本有美 2 トレーディングカード BOX（2010年1月23日、ムービック）
- プロデュース・リミテッド 杉本有美3 トレーディングカード BOX（2010年12月25日、ムービック）
- ボムカード・リミテッド 杉本有美 トレーディングカード 〜in Summer〜 BOX（2011年8月27日、ムービック） - 雑誌『BOMB』とのコラボレーション作品の第1弾
- プラチナボックス 『杉本有美 ～スマイル～』トレーディングカード （2013年4月1日、ムービック）
- 杉本有美 Vol.10 トレーディングカード（2024年9月21日、ヒッツ）[93][94]

## 音楽

### G3プリンセス関連

#### CD-BOX
1. 炎神戦隊ゴーオンジャー G3プリンセス CD-BOX（2008年10月1日、コロムビアミュージックエンタテインメント）完全初回限定生産盤COCC-16187-90
  - DISC-2（美羽盤、COCC-16188）に、杉本がソロで歌う「G3プリンセス ラップ〜PRETTY LOVE☆Limited〜（美羽ver.）」（"G3プリンセス：須塔美羽"名義) と「夢の翼」（"須塔美羽・ゴーオンシルバー"名義）をそれぞれ収録。
  - DISC-4（CD-EXTRA、COCC-16190）に、"G3プリンセス"名義で逢沢・及川と歌った「G3プリンセス ラップ〜PRETTY LOVE☆Limited〜」を収録。

#### ミニアルバム
1. 炎神戦隊ゴーオンジャー ミニアルバム G3プリンセス 〜PRETTY LOVE☆Limited〜（2008年10月1日、コロムビアミュージックエンタテインメント）COCX-35206
  - 前述の「G3プリンセス ラップ〜PRETTY LOVE☆Limited〜」と「夢の翼」を収録

### 杉本有美名義

#### ソロシングル
1. ハルコイ（2010年2月17日発売、ポニーキャニオン）蝶タイプ（CD+DVD）PCCA-03111、花タイプ（CD+フォトブック）PCCA-70274
  - 収録曲[注釈 19]
    - 「ハルコイ」（作詞：杉本有美、作曲：DEPAPEPE、編曲：DEPAPEPE &五十嵐慎一）
    - 「キラキラ」（カップリング曲、作詞：杉本有美、作曲：オカダユータ、編曲：濱田貴司）

#### オムニバスアルバム
1. キラキラ 魔女ッ娘 Cluv[95]（2010年2月10日発売、P-Vine）
  - DISC-1（XNAE-10023）に、杉本有美×矢野浩康名義で歌った「Catch You Catch Me」（アニメ『カードキャプターさくら』主題歌）カバーバージョンを収録。
  - DISC-2（XNAE-10024）に、杉本有美×BYMSKI名義で歌った「キューティーハニー」（アニメ『キューティーハニー』オープニングテーマ）カバーバージョンを収録。